# Pavunense Futebol Clube
Pavunense Futebol Clube é uma agremiação esportiva do bairro da Pavuna, na cidade do Rio de Janeiro, fundada a 19 de agosto de 1923.

## História

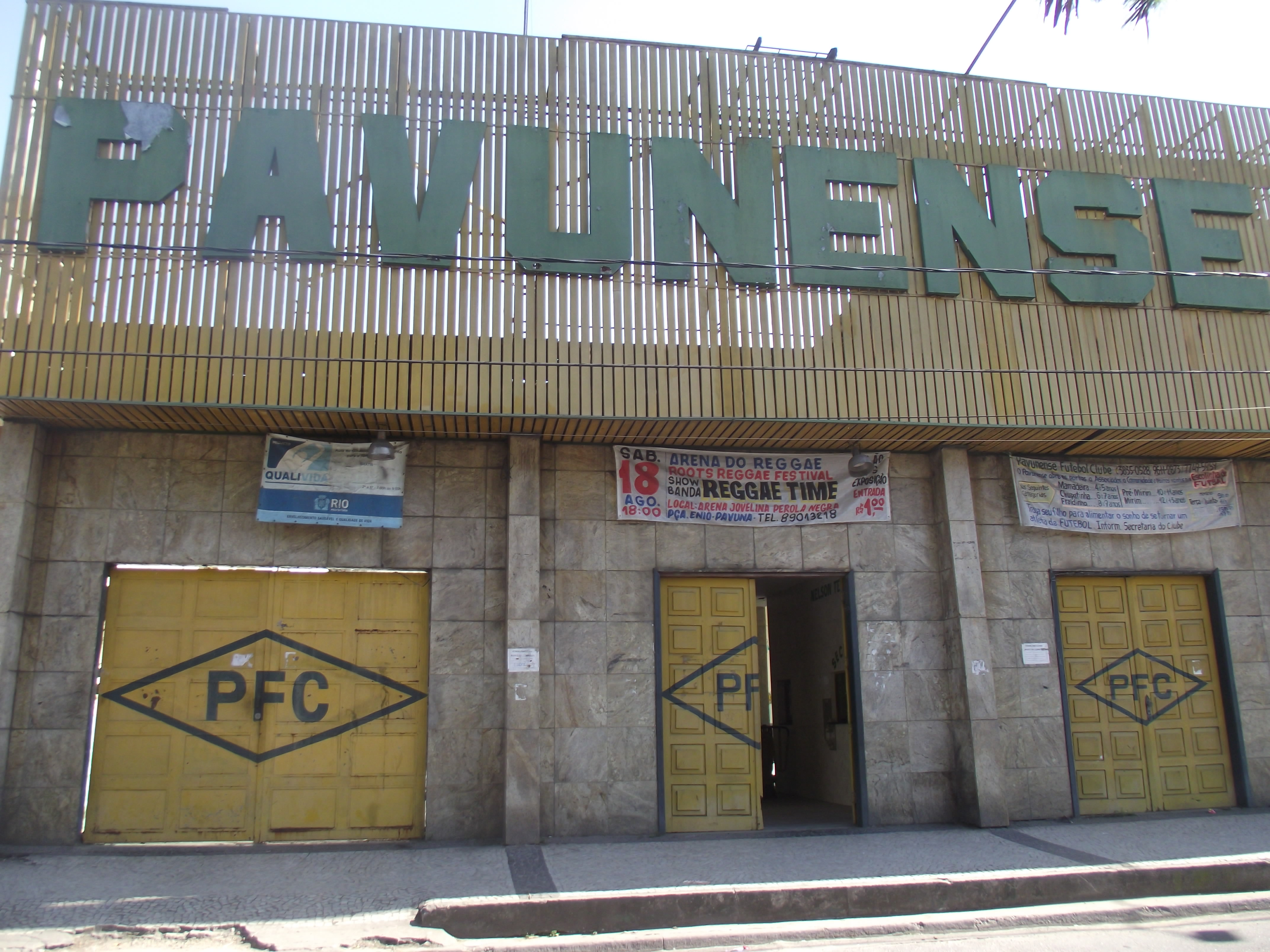
Sede do Pavunense

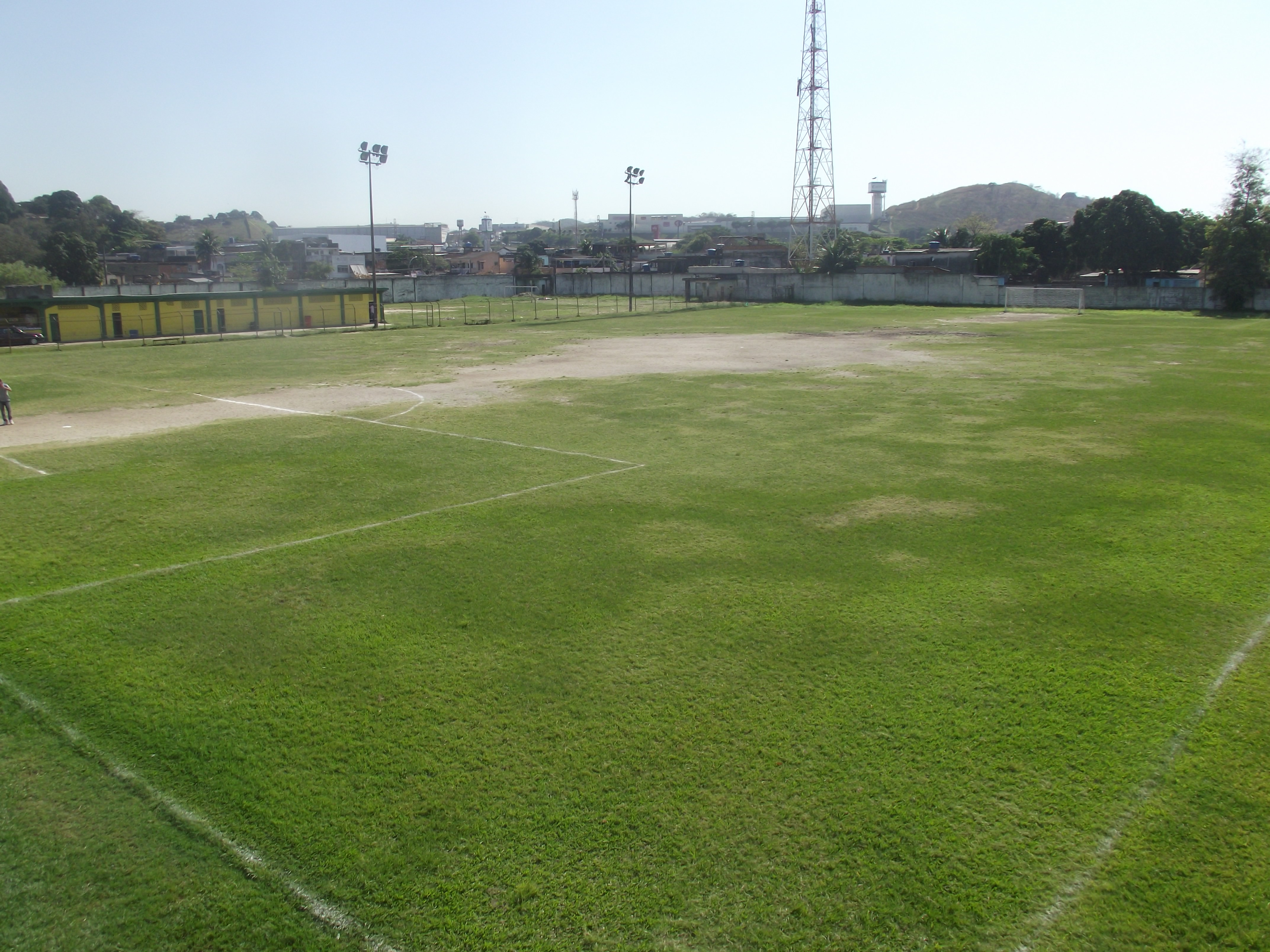
Estádio Arnaldo de Sá Mota

Tradicional clube poliesportivo localizado no bairro carioca da Pavuna, filiou-se ao Departamento Autônomo em 1950. Em 1979, foi campeão da Taça Cidade do Rio de Janeiro, competição promovida pelo Departamento Autônomo. Foi campeão da categoria adultos da mesma competição em 1971, vencendo o Atlético Clube Nacional, de Guadalupe. Em 1977, foi vice-campeão ao capitular diante do Esporte Clube São José. Em 1982, bateu o Oriente Atlético Clube, tendo como artilheiro o atacante Corrêa. No mesmo ano venceu a Taça Eficiência, a exemplo do ano anterior. Em 1983, sagrou-se campeão de juniores. 
Em 1989, estréia no profissionalismo ao disputar o Campeonato Estadual da Terceira Divisão de Profissionais. Fica apenas em sexto lugar no seu grupo, não se classificando para a fase final, ao ficar atrás de Entrerriense Futebol Clube, Céres Futebol Clube, Tamoio Futebol Clube e Portela Atlético Clube.
Em 1990, volta a disputar a mesma divisão com uma campanha bem melhor. É o líder na primeira fase, classificando-se, mas na fase final fica em quarto lugar, atrás de Tupy Sport Club, Céres Futebol Clube e Esporte Clube Maricá
Em 1991, a antiga Terceira Divisão torna-se Segunda com a criação do Módulo "B" da Primeira Divisão. O Pavunense classifica-se em primeiro em seu grupo na fase inicial do campeonato, mas fica apenas em quarto lugar na classificação final, repetindo a boa campanha do ano anterior. Na sua frente ficaram Saquarema Futebol Clube, Olympico Futebol Clube e Canto do Rio Foot-Ball Club.
Em 1992, na Segunda Divisão, é terceiro em seu grupo, ficando atrás do Serrano Foot Ball Club e Bayer Esporte Clube classificando-se para a segunda fase. Nesta, classifica-se em segundo lugar, atrás do Heliópolis Atlético Clube e vai para a fase final do certame quando acaba eliminado em terceiro lugar, atrás de Serrano e Heliópolis na chave "A".
Em 1993, se licencia das competições profissionais, voltando no ano seguinte na mesma Segunda Divisão.
Em 1994, é eliminado na primeira fase da competição ao ficar apenas em sétimo em seu grupo.
Advém então um longo período de inatividade de seu departamento de futebol profissional. A agremiação revelou nomes de vulto para o futebol como Osmar Guarnelli, Manguito, Juary, Ney Conceição e João Paulo (ex-Santos Futebol Clube e Clube de Regatas do Flamengo) Luiz Henrique ( ex- Palmeiras ) Luis Fernando ( ex- Fluminense) Serginho Filho ( ex- Madureira ) 
Possui o estádio Arnaldo de Sá Mota e sede social poliesportiva. Suas cores são o verde e amarelo.

## Títulos
- 1971 e 1982 - Campeão do Departamento Autônomo;
- 1971 - Vice-campeão do Torneio Início do VI° Campeonato Carioca de Veteranos do jornal Luta Democrática;
- 1969 - Campeão da I Taça Guanabara de Futebol Amador, categoria adultos;
- 1970 - Campeão da II Taça Guanabara de Futebol Amador, categorias adultos e juvenil;
- 1977 - Vice-campeão do Departamento Autônomo;
- 1979 - Campeão da Taça Cidade do Rio de Janeiro (Departamento de Futebol Amador da Capital);
- 1980 - Vice-campeão estadual de Veteranos do Departamento de Futebol Amador da Capital;
- 1980 - Vice-campeão do Torneio Início (Taça Aloísio Rodrigues) de veteranos do Campeonato Estadual, promovido pelo DFAC;
- 1982 - Campeão da Taça Eficiência (Departamento de Futebol Amador da Capital);
- 1983 - Campeão de Juniores do Departamento de Futebol Amador da Capital);
- 2019 - Campeão da Rio Copa, categoria sub 15;

## Estatísticas

### Participações
|  | Participações em 2018 |

| Competição     | Competição          | Temporadas | Melhor campanha    | Estreia | Última | P | R |
| Rio de Janeiro | Série B2 do Carioca | 4          | 3º colocado (1992) | 1989    | 1994   | – | – |